# Генко Изворски
Генко Изворски е български писател.
Роден е на 3 юли 1949 година в София. Две години по-късно семейството му се мести да живее в Шуменски окръг. Завършва основно образование в село Дибич, а средно – в Техникума по механотехника „Христо Ботев“ – Шумен през 1969 година. През 1973 година започва да следва по специалността „Българска филология“ в шуменския Висш педагогически институт (днес Шуменски университет „Константин Преславски“). След дипломирането си започва работа в шуменското предприятие за незрящи хора „Успех-ССБ“, на което е управител от май 1996 година.
Генко Изворски е автор на пет книги:
- 2000 – „Манастирът“ (разкази)
- 2008 – „Мъжка импресия“ (разкази)
- 2009 – „Закъсняла пролет“ (разкази)
- 2011 – „Големият сняг“ (разкази, новела)
- 2016 – „Подвижни пясъци“ (роман)

Негова проза е включена в издадените през 1997 и 2001 година антологии от творби на слепи български поети и писатели „Не си отива слънцето от мен“ и „Осветени пространства“ – издателство „Антос“ – Шумен, наред с творби на Пейо Яворов, Тодор Влайков, Георги Струмски, Георги Братанов, Владислав Кацарски и Милена Авонеди.
От октомври 2008 година е член на Съюза на българските писатели. През 2011 година е председател на журито на литературната награда „Георги Братанов“. Разказът му „Двама“ е включен в регионалния алманах „Златоструй“ за 2011 г.